# 아리타 뎃페이
아리타 뎃페이(有田哲平, 1971년 2월 3일~ )는 일본의 개그맨, MC, 개그콤비 크림슈차의 멤버로, 파트너는 우에다 신야. 애칭으로는 아리페이, 아리페등이 있다.

## 약력
어릴 때부터 대학 입학 직후까지 유복 한 가정에서 성장한다. 쿠마모토 대학 교육 학부 부속 중학교를 거쳐 구마모토 현립 세이세이코우 고등학교에 입학. 고등학교 입학식 당일 후에 콤비를 짜는 우에다 신야와 만남. 그리고, 공통의 취미 인 프로 레슬링을 계기로 의기 투합. 같이 럭비 부에 입부 사이가 깊어진다. 고교 졸업 후, 재수하여 릿쿄 대학 법학부에 입학. 변호사를 목표로 했지만, 와세다 대학을 중퇴 한 우에다의 권유를 받아 아리타도 대학을 중퇴. 1991년에 콤비 " '바다 자갈 물고기 '"를 결성하여 콩트 야마구치군과 타케다군의 심부름꾼이된다.
2001년 9월에 "신 운난의 기분은 최상"이란 프로의 "패배시 이름바꾸기"라는 기획에서, 사마즈와의 대결에서 패배하여 웃챵난챵의 우치무라 테루요시가 이름 붙여 준 "크림시츄"로 개명 된 것이 화제가 되어 인기를 얻음.
2008년 DVD "특전 영상"에서 감독으로 데뷔.

## 인물

### 학창시절
구마모토대학 교육학부 부속 중학교 재학 중의 2학년 시절 미국에서 홈스테이를 한적도 있다.
고등학교의 럭비부시절, 시합에서는 우에다는 레귤러였지만, 아리타는 벤치에 앉아 있었다. 게다가 럭비 규칙을 잘 이해하지 않고 한 경기에서 우에다가 공을 가지고 트라이 할 수 있도록 라인을 향해 가다 아리타는 뭔 생각을 했는지 팀 동료인 우에다에 태클을 걸었다. 처음 출전 한 경기에서 경기에 익숙한 모습을 보이고 싶어 야유를 하다가 심판에게 주의를 당했다. 그 찜찜함을 뒤로한채 게임을 하다가 사이드 플래그에 걸려 오른팔이 접히게 되었는데 부끄러워서 말도 못하고 몇 경기 동안 왼손으로만 게임을 하려고 했으나, 잘되지 않았고, 사정을 모르는 동료에서 주의를 들었다. 또 어느 날 럭비부의 모두에게 미래의 꿈을 이야기했을 때, 다른 부원은 "변호사" "기업가"가 꿈이라고 성실하게 목표를 말했지만, 아리타는 "나는 광GENJI에 들어간다!"라고 진지한 얼굴로 호언하고 일동을 얼려버렸다.
현역으로 메이지대학 법학부 이부에 학격하였지만, 우에다에게「같이 와세다에 들어가자. 」라고 듣고 구마모토에서 재수하였다.우에다는 와세다대학에 합격했지만, 아리타는 낙방. 아리타는 우에다가 다시 재수를 해 줄거라 생각했지만, "넌 릿쿄가 좋을 것같아."라는 말을 듣고 설득당해, 결국 릿쿄대학에 입학하였다. 그러나, 아리타도 아에다도 모두 대학 생활에 적응하지 못하고 친구를 만들지 못해 종종 혼자 캠퍼스의 밴치에 혼자 앉아 담배를 피면서 시간을 죽였다. 그렇게 세월을 보내다가 결국은 이러한 것들이 그들을 자퇴하게 한 부분도 있다.

### 가족・친척
3 형제의 차남. 동생은 방송 작가, 형은 지역에서 교사를 하고 있다고한다.
어머니는 수영에서 올림픽의대표선수가 될 정도의 선수였다. 현재의 구마모토 현내에 있는 실내 풀에서 관리자의 하고 있으며 아이들에게 수영 지도를 하고 있다. 2008년에는 마스타즈 세계 수영 선수권의 평형, 시니어부분 6위에 입상했다. 그다지 연습하지 않고 대회에 출전했지만, 더 연습하였다면 3위 이내에 들어갈 수 있었을 것이다. 라며 후회하고 있다..
아버지는 광고대리점을 경영하고 있다. 고등학생이 되어서도 아버지를 「아빠(파파)」라고 부르고 있다（그렇게 불러달라고 했다고 한다）.. 그러나 아리타의 대학입학 후 회사가 도산, 수업료를 체납하게 된다. 그 당시 아리타는 대학을 중퇴해서 개그맨이 되고 싶어하는 마음이 우연히 겹쳐 아리타는 아버지와 의절할 각오로 어버지에게 개그맨이 되고 싶다고 했으나. 아버지는 "학비를 내지않아도 된다는 너는 진정한 효자다. 그렇게 하고 싶은 일을 하고 싶은 일을 찾는다는 것은 멋진 것이다."라고 칭찬해 주었지만 나중에 알고 보니 그 시점에 이미 회사가 기울어지고 있었다고 한다. 아버지의 파산 이후 부모님은 이혼하였지만, 아리타는 사실을 모르고 당시 정규방송을 하고 있었다. 왕의 브런치의 릴레이 코너로 친가를 방문하는 것이였는데 아리타의 친가의 명패가 아리타에서 하세가와로 바뀌어 있어 크게 쇼크를 받았다고 한다..
사촌은 소설가의 우하비 누노（대표작『무운』등）.
삼촌은 정치 학자로 일본 최초의 노벨상 심사 위원이나 스웨덴 왕립 아카데미의 회원을 맡은 야노 토오루. 어린 시절부터 자주 부모로부터 "대학 교수인 삼촌을보고 배워라." 라고 들었지만, 그를 "성희롱으로 고소"라는 재료로 자주 사용하였다.

### 신체적 특징
턱이 나와있음.
해가 지날 수록 뚱뚱해 지고 있으며, 수년전에『웃으면 좋은것!』에 출현하였을 때, 「데뷔 초와 비교하여 15Kg 체중이 늘었다.」고 밝혀졌다.
검강검진에서 지방간이 판명되어, 2007년의 11월부터 탄수화물을 빼 내고 연중 체중을 75Kg, 허리 사이즈를 85cm까지 줄일것은 방송에서 선언하였으나, 이 방송에서 연말 체중을 측정한 결과 약속보다 1kg을 넘겨 우에다와의 계약에 의해 벌칙을 수행하였다. 그리고 2008년 6월 24일 방송에서 다시 체중을 측정해 봤는데 82kg으로 요요현상을 겪었다.

### 취미・기호
카지노를 좋아하여, 해외여행은 오로지 한국이나 미국 등의 카지노가 있는 나라가 많다. 한국의 카지노에서 돈을 잃고 있었지만 너무 카지노에 열중한 나머지 한국에 있던 첫대면인 미카 켄이치에게 돈을 빌린 적도 있다고 한다. 참고로 일본 귀국하여 돈을 바로 갚았다고 한다.
칸노 미호의 열혈팬. 2009년1월19일 방송한 『샤베쿠리007』에서 염원하던 첫대면을 하였다.

#### 프로레슬링
프로레슬링의 열혈 팬으로 주간 프로레슬링을 애독(1호부터)하고 있다.
경애하는 안토니오 이노키의 은퇴 경기를 관전했을 때, 입장시에는 성원을 보내 있었지만, 정작 경기 때 졸고 있던 것을 "다운타운 DX"의 코너 "시청자는보고 했다! "에서 폭로 당했다. 마침 이노키 본인도 출현하고 있어서 그 자리에서 프로레슬링 기술을 당했다.

#### 애니메이션 ・ 게임
TV애니메이션 『신세기 에반겔리온』의 열혈 팬으로 , 『아메토크!』에「에반게리온 연예인」으로 출연한 적도 있다.(2008년4월24일방송)

#### 음악
좋아하는 음악 장르는 힙합. 힙합 아티스트ZEEBRA와 사이가 좋아 ZEEBRA의 싱글「Stop Playin' A Wall」の프로모션 비디오에 출현한 적도 있다.
그 외에 형의 영향으로 비틀즈의 팬이기도 하다. 기타의 연습을 하여 크림인가 뭔가의 스텝으로부터 같이 밴드를 결성, 보컬로써 비틀즈의 음악을 라이브로 공연하였다.

### 성대모사 레파토리
- 애니멀 하마구치
- 안토니오 이노키
- 사사키 켄스케
- 타카다 노부히코
- 나가스 료코
- 텐류 겐이치로
- 나가타 유지
- 나카니시 마나부
- 후지오카 히로시
- 후지나미 타츠미 외

### 여성관계
- 2004년8월, 여배우・후카다 쿄코와의 1박 데이트가 사진주간지・프라이데이에 특종으로 나왔다. 또 같은달, 야마자키와 미팅을 갔다와 러브호텔에 들어가는 모습이 프라이데이에 잡지에 실렸다. 또, 다른 여성과 동거를 한다는 것도 보도 되어 어울리지 않게 플레이 보이로 유명하다. 그래서 우에다로부터 "넌 프라이데이에 연재하고 있는거 아니야?" 라고 들었다. 그러나, 후카다와의 일이 있은 이후에는 인기가 없어져버렸다고 말하고 있다.
- 사진주간지의 한건 이후, 당분간은 미팅을 자숙한다고 했지만 최근에도 년 2~3회는 한다고 한다. 본인이 말하기를 미팅덕분에 다양하게 배울수 있다고 한다.
- 성희롱도 좋아하여, 가는 가게마다 반드시라고 말해도 좋을 만큼 성희롱행위를 하고 있다.

## 출연
아래 아리타 텟페이만 출연방송을 기록한다. 콤비로 출연한것은 크림시츄의 항목을 참고하여 주십시오.

### 현재 출현방송
- 아리타와 미츠코의 남자와 여자（2012년4월-, TBS）방송 정규 재개
- 나의 어떤 점이 인가 없는 거야? （2012년10월-, TBS）방송 정규 재개
- 톤넨루즈의 여러분 덕분 입니다（2004년-, 후지테레비）「박사와 조수~섬세하지 않은 성대모사 선수권~」성대모사로봇 1호 ・아리타군（코너 정규）
- 아리타&야마자키의 타로 찾기（2008년-, 테레비 동경）비정기 방송
- 아메아가리 결사 방송의 토크 방송 아메 토~~크!（테레비아사히）비정기 방송

### 과거의 출연방송
- 라이브로GONG! X2（FIGHTING TV 사무라이）
- 나카무라프로듀스（테레비아사히）조연출연
- 구루구루 나인티나인（일본 테레비）「가붓챠～YO!」의 코너 정규
- 런던 하츠（테레비 아사히, 2002년-2003년）
- 눈에서부터 우로콘!21（2003년-2004년, 니뽄방송）
- 사랑하는 하니카미!（TBS）
- 붓챠케!99（2004년-2005년, TBS）
- 적당TV（2005년-2007년, テレビ朝日）비정기 방송
- 히토시 마츠모토가 미끄러지지 않는 이야기 제 4 탄 제 13 탄 · 더 · 골든 SP3 (후지 TV)
- 분노 아버지 3 (도쿄) - (2005년 12월 29일, 2006년 12월 28일, 2008년 1월 10일)
- 슈가 힐 스트리트 (2006년 -2007년, 일본 TV)
- 모범답 남자 (2006년 12월 27일, 후지 TV) 단발 특별 프로
- 진탕 만! (2007년 -2009년, TBS)
- 아리켄 (2008년 4월 ~ 2010년 9월 [도쿄])
- 운난 극한 네타 배틀! 더 이로모네아 웃긴다면 100 만엔 (TBS 계, 2008년 9월, 2009년 4월, 2010년 1월)
- 퀴즈 시한 (2008년 5월 31일, TBS) 단발 특별 프로
- 호리뻬이 (2009년, [BS 재팬])
- 우리들! 퀴즈 MAN (2009년 10월 ~ 2010년 7월 TBS)
- 언터쳐블의 시카고 망고 여러 번 출연
- 갓텐 추석 임시 영업 중 "매니아 배울 맥주를 맛있게 마시는 법"(2010년 8월 12일, NHK 종합)
- 개미없이 ~ 아리켄 ★ 골든 스타디움 ~ (2010년 10월 -2011년 9월, 테레비 도쿄)
- 아리타와 마츠코의 남자와 여자 (2010년 10월 -2011년 9월, TBS) 고정 출연
- 인생이 바뀌는 1 분간의 깊고 좋은 이야기 (일본 TV 2011년 9월 19일, 2012년 1월 30일 스페셜 해설자 틀에서 출연)
- 나의 어떤 점이 인가 없는 거야? (2011년 10월 -2012년 3월, TBS) 고정 출연
- 얼리 채플린 (2012년 7월 3일, TBS) 단발 특별 프로
- 노뿌 러너. (2012년 10월 11일, TBS) 단발 특별 프로 ([얼리 채플린]를 개제하는 특집 제 2 탄)

### TV 드라마
- 스타일!（2000年, テレビ朝日） - 牛膝ジュン 役
- 学校の怪談 春の物の怪スペシャル 第3話「俺たちの文化祭」（2001年3月27日, 関西テレビ）
- 春ランマン（2002年, 関西テレビ） - 不動産屋 役
- 零のかなたへ〜THE WINDS OF GOD〜（2005年, テレビ朝日）
- 和田アキ子殺人事件（2007年2月12日, TBS） - 三上慶介 役
- パパドル! 第3話（2012年5月10日, TBS） - 本人 役
- 스타일 (2000년, TV 아사히) - 준 역
- 학교 괴담 봄 원령 스페셜 제 3 화 "우리들의 문화제"(2001년 3월 27일 간사이)
- 봄 난만 (2002년, 간사이 테레비) - 부동산 주인 역
- 영의 저편에 ~ THE WINDS OF GOD ~ (2005년, TV 아사히)
- 와다 아키코 살인 사건 (2007년 2월 12일 TBS) - 미카미 케이스케 역
- 파파도루! 제 3 회 (2012년 5월 10일, TBS) - 본인 역

### 영화
- 피넛 (2006년, 컴스톡) - 턱남작 역
- 우주에서 가장 제멋대로인 별 (2010년)
- TSY 타임 슬립 양키 (2012년) - 우정 출연
- SR 사이타마의 래퍼 길가 도망자 (2012년) - 우정 출연

### TV 애니메이션
- 명탐정 코난 (아리타 텟페이)

### 극장판
- 도라에몽 - 노비타와 녹색의 거인 전 (2008년, 토호) - 빠루나 역

### 인터넷
- 뭐든지 아리탓! (2009년, goomo)
- 돌아온 베타도라마 (2009년, [BeeTV])

### CM
- 후지필름 사룬입니다（1997년）海砂利水魚時代
- 기린 음료 기린 파이어 (2012년)

### PV
- ZEEBRA「Stop Playin' A Wall」（2006년12월6일, UBG Records）
- 아귀 레인저 "CALL ~ Skit ~"앨범 "럭키 보이즈"수록 (2004년 7월 21일 빅터 엔터테인먼트) 타카다 노부히코의 성대모사.

### 잡지
- 나는 너의 무는 개다.! (2010년 3월 -2011년 5월 주간 플레이 보이)

## 작품

### DVD
- 특전 영상 (2008년, 빅터 엔터테인먼트) 감독
- 실버 소설 제 1 집 (2011년, 포니 캐년)

### 도서
- 프로 레슬러 전설의 빅 마우스! (2010년 7월 [河出書房新社]) 책임 편집

## 같이 보기
- 우에다 신야